# フランシスコ・カルレ空港
フランシスコ・カルレ空港（フランシスコ・カルレくうこう、英: Francisco Carle Airport）は、ペルーのフニン県ハウハにある標高の高い地方空港である。現在、2つの航空会社が就航している。また、大型機に対応するために空港ターミナルと滑走路の拡張工事を行った。神父の名を冠して命名された。

## 就航路線
| 航空会社     | 路線 |
| ------------ | ---- |
| LATAM ペルー | リマ |
| ATSA航空     | リマ |

## 事故
- 2017年3月28日：ペルビアン航空112便（使用機材：ボーイング737-3M8、機体記号：OB-2036-P）がフランシスコ・カルレ空港への着陸に失敗し、炎上。死者は出ず、乗客141人全員が無事脱出した（ペルビアン航空112便着陸失敗事故）。